# سام هوليس
سأمويل هوليس (بالإنجليزية: Sam Hollis)‏، من مواليد 1866 في نوتنغهام في إنجلترا، وتوفي في 17 أبريل 1947 في بريستول في إنجلترا، مدرب كرة قدم إنجليزي سابق.

## مسيرته
بدأ مسيرته التدريبية مع نادي آرسنال في عام 1894، ودربهم حتى عام 1897، وفي عام 1897 انتقل إلى تدريب نادي بريستول سيتي، ودربهم حتى عام 1899، وفي موسم 1899/1900 درب نادي بدمنستر، وفي عام 1901 انتقل إلى تدريب نادي برستول سيتي، ودربهم حتى عام 1905، وفي عام 1911 درب نادي برستول سيتي، ودربهم حتى عام 1913، وفي عام 1913 انتقل إلى تدريب نادي نيوبورت كاونتي، ودربهم حتى عام 1917.